# Национално знаме на Сейнт Винсент и Гренадини
Национално знаме на Сейнт Винсент и Гренадини (на английски: Flag of Saint Vincent and the Grenadines) е прието на 12 октомври 1985 г. и е един от националните символи на островната карибска държава. Сейнт Винсент и Гренадини е от малкото страни от Британската общност, които не приемат британската флагова система и използва един национален флаг за всички цели – държавни, национални, военни, морски. Съотношението от 2:3 на националното знаме също така не отразява британски традиции.

## Описание и символика
Националното знаме на Сейнт Винсент и Гренадини има правоъгълна форма в съотношение 2:3, която е разделена вертикално в три ивици – тесни синя и зелена ивица от двете страни и широка жълта ивица в средата. Ивиците имат съотношение 1:2:1. По средата на жълтата ивица са изобразени 3 зелени хералдически диаманта (ромба), подредени във формата на латинската буква V, които символизират остров Сейнт Винсент и искат да подскажат, че островите са „Скъпоценните камъни на Антилите“. Синият цвят символизира небето и морето, жълтият цвят символизира топлия и ведър дух на жителите на острова, а така също и златните пясъци на Гренадини. Зеленият цвят представлява буйната тропическа растителност на селското стопанство на Сейнт Винсент и дългата продължителност на живота на местните хората.

## История
На 27 октомври 1975 г. Сейнт Винсент и Гренадини получава статут на асоциирана държава в рамките на Британската общност, поради което се запазва бившият британски колониален флаг в качеството му на национално знаме. Той представлява синьо знаме с кръгла емблема, на която са изобразени две жени и девизът Pax et Justitia (в превод от латински: Мир и правосъдие), в съответствие с дизайна на знамената на много други британски територии и бивши колонии. На 27 октомври 1979 г. страната става независима държава в рамките на Британската общност и приема нов флаг, който предсталвява вертикален трикольор с две допълнителни ивици; синя – тясна бяла – жълта – тясна бяла – зелена. На жълтата ивица е поставен герба на страната от 1912 г. След смяната на правителството през март 1985 г., двете тънки бели ивици са премахнати. Тъй като този флаг не среща широко одобрение сред народа е решено да се изработи нов флаг. Свикан е национален конкурс, който не дава резултат. На 21 октомври 1985 г. старото знаме е отхвърлено от новото правителство и е издигнато новото знаме. То има същите цветове като предишното, но жълтата ивица е по-широка и в центъра вместо герба има изобразени три зелени диаманта.
- Колониалното знаме (до 1979)
- В периода 1979 – 1985
- В периода март-октомври 1985